# Capitalg
Capitalg, av företaget skrivet CapitalG, tidigare Google Capital, är ett amerikanskt venturekapitalbolag som investerar i nystartade företag inom informationsteknik (IT).
Företaget grundades 2013 som Google Capital av Google, Inc. och deras dåvarande affärsutvecklingschef för företagsförvärv David Lawee. De bytte namn 2016 till det nuvarande efter att Google-grundarna Sergey Brin och Larry Page grundade 2015 Alphabet Inc. i syftet att ha det som ett moderbolag till just Google. Venturekapitalbolaget leds av styrelseordförande David Drummond, som är Alphabets nuvarande affärsutvecklingschef, tillsammans med Lawee, riskkapitalisten Gene Frantz och de före detta Google-cheferna Gretchen Howard och Laela Sturdy, de sista fyra är också delägare i företaget tillsammans med Alphabet.
Capitalg har gjort investeringar i bland annat Airbnb, Inc., Cloudflare, Inc., Lyft Inc, Snap Inc. och Surveymonkey. I oktober 2017 ledde Capitalg investeringsrundan som gav Ubers största konkurrent Lyft en miljard dollar, bara fyra år tidigare hade Google själva investerat en kvarts miljard dollar i just Uber.
Huvudkontoret ligger i San Francisco i Kalifornien.